# Llibreria Tres i Quatre

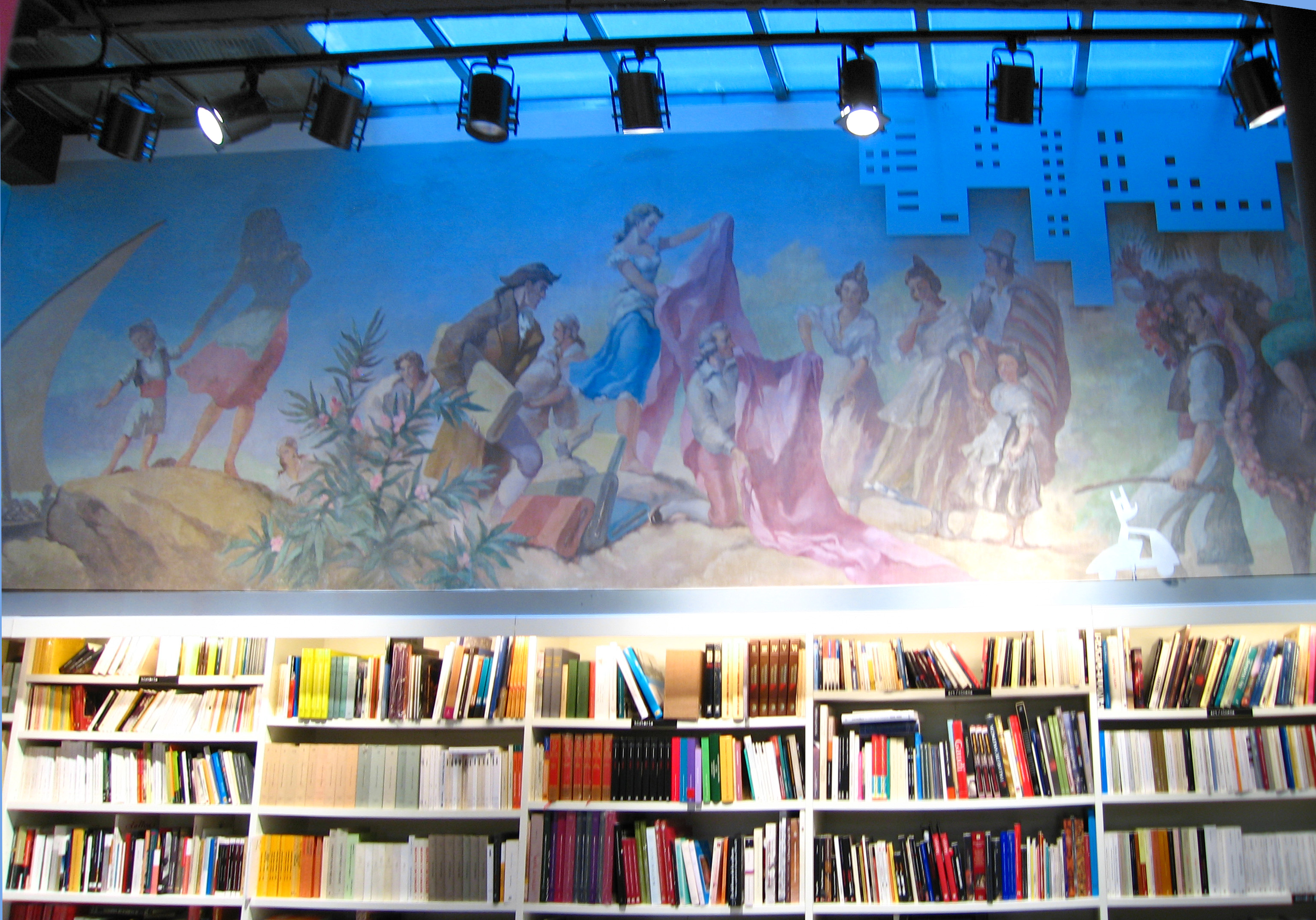
Llibreria 3 i 4 en el OCCC

La Llibreria Tres i Quatre (en castellano Librería Tres y Cuatro) es una librería  situada en la ciudad de Valencia (España), fundada con el objetivo de contribuir a la difusión del libro catalán en territorio valenciano. Es conocida por haber sido un símbolo de la resistencia de la cultura catalana en la Comunidad Valenciana. Su nombre hace referencia a "3 países" (Cataluña, Islas Baleares y Comunidad Valenciana; países que, según los postulados pancatalanistas, formarían parte del concepto Países Catalanes) y "4 barras" (en alusión a la señera catalana). Está considerada una librería de izquierdas y de ideología catalanista.
La librería fue fundada el 1968 por Eliseu Climent y ha sido muy vinculada a la editorial Tres i Quatre. Situada inicialmente en el n.º 7 de la céntrica calle Pérez Bayer de Valencia, se convirtió en punto de reunión clandestina de movimientos sociales y sindicatos durante la última etapa de la dictadura de Franco.
Por ella pasaron y pasan, principalmente, intelectuales como Joan Fuster y Manuel Sanchis i Guarner, símbolos de la cultura de los Países Catalanes durante la década de 1960. y artistas como Josep Renau, Equipo Realidad o Andreu Alfaro entre otros, así como también intelectuales de expresión castellana como el poeta Francisco Brines. Fue Alfaro quien hizo el primer diseño para la editorial. Tras 15 años, la librería pasa a ser dirigida por Rosa Raga, esposa del propio Eliseu Climent, y se traslada al n.º 11 de la misma calle, hasta que el 30 de noviembre de 2006 cierra para trasladarse al edificio del Octubre Centre de Cultura Contemporània, lugar en el que se encuentra actualmente.

## Actos vandálicos y atentados materiales sufridos

### Década de los años 1970
La mayoría de actos sufridos por parte de la librería se dio durante los últimos años del tardofranquismo y durante la Transición, períodos, ambos, caracterizados por una gran convulsión social. Si bien durante esta etapa la mayoría de ataques son llevados a cabo por grupos de extrema derecha o neonazis, como el Partido Español Nacional Socialista, que reivindica expresamente varios de ellos, entre los años 1977 y 1978, con la repentina irrupción de la denominada Batalla de Valencia, los ataques son atribuidos a activistas vinculados a organizaciones locales regionalistas y contrarias a la doctrina catalanista.
Desde su fundación en 1968, la librería ha sido víctima de agresiones de distinta índole, perpetradas por grupos de extrema derecha, convirtiéndose, durante los años 1970 a 1978, en objetivo de dichos grupos. Estos ataques incluyen acciones violentas de diferente intensidad, desde pintadas, llamadas amenazantes y pedradas, al lanzamiento de cócteles molotov y plásticos incendiarios. Durante sus tres primeros años de vida sufrió cinco atentados, y para 2011 había recibido una docena más.
En diciembre de 1970 se recibieron pintadas amenazantes con intencionalidad política en la fachada. Una vez borradas, hubo nuevas pintadas amenazando con ataques con ladrillos. El 26 de mayo de 1971 hubo un ataque organizado que pintó cruces gamadas en el escaparate, que fue agujereado para lanzar una bomba de tinta en el interior de la tienda, causando 140 000 pesetas en pérdidas.
El 8 de mayo de 1972 dos jóvenes adhirieron una carga de plástico contra una de las vitrinas, causando un incendio. El 8 de junio del mismo año, se asaltó la librería de noche, provocando un nuevo incendio con una lata de gasolina y material de la librería, causando unas pérdidas estimadas en más de 800 000 pesetas. Los asaltantes accedieron desde un local contiguo, sede de la Organización Juvenil Española.
El 31 de octubre de 1973, en las vísperas de la celebración de los Premios Octubre, tres cócteles molotov impactaron contra la fachada de la librería, causando un incendio que provocó pérdidas por valor de 150 000 pesetas. El acto fue reivindicado por el Partido Español Nacional Socialista (PENS), considerado de ideología neonazi. Este era el quinto atentado que sufría la librería, el cuarto con destrozos materiales.
El mismo grupúsculo neonazi, el PENS, reivindicaría un nuevo ataque con botellas incendiarias de 1974, realizado en horario comercial y con clientes en el interior. Los artefactos, lanzados desde un coche en marcha, no estallaron, pero llenaron el local de humo y causaron daños en el escaparate y en algunos libros. Entre la gente que había en el interior se encontraban Baltasar Porcel, Celso Emilio Ferreiro, Josep Maria Carandell y Lluís Carandell, quienes esperaban al escritor italiano Alberto Moravia como jurados de los Premios Octubre.
Durante 1976 la librería recibió amenazas anónimas telefónicas, que desembocarían en un atentado con bomba la madrugada del 5 de noviembre de 1976. Los trozos de vidrio y metal se expandieron en un radio de 200 metros. El ataque no fue reivindicado.
Durante 1977 y 1978 y con el estallido de la conocida como Batalla de Valencia, la librería sufrió nuevos ataques, que incluyen pintadas y pasquines anticatalanistas. El 24 de agosto de 1977 se lanzó otro cóctel molotov contra la puerta de la librería. Días antes, habían aparecido pintadas en la fachada con las inscripciones «Fora renegats» (Fuera renegados), «Traïdors» (Traidores), y «Venuts a Catalunya» (Vendidos a Cataluña). En la feria del libro de 1978, algunos grupos portadores de distintivos con la Senyera de la Ciudad de Valencia se dedicaron a provocar frente a las casetas, ocupadas, según ellos, por «catalanistas». Eliseu Climent, que se encontraba en el lugar, fue increpado y zarandeado, mientras que otros libreros fueron amenazados por un joven exaltado.
Por otra parte, en agosto de 1978, unos desconocidos apedrearon la librería al grito de "Viva Hitler".

### Años 2006-2007
Los actos sucedidos en la década de los años 70 fueron los últimos atentados contra Tres i Quatre. Desde entonces, en un período de casi 3 décadas, no se produjo ningún ataque más, hasta que en enero de 2006, según la versión dada por los propios trabajadores, tres encapuchados entraron en la librería, tiraron libros por el suelo e intentaron agredir a la gente que en ella se encontraba, entre quienes estaba el profesor Gustau Muñoz al intentar agredir con espray. Al ser rechazados por los trabajadores de la librería y por los propios clientes, lanzaron clavos y cristales por el suelo, tras lo cual, desaparecieron del lugar. Según los trabajadores, la acción estaba claramente premeditada y organizada con antelación, y los encapuchados profirieron gritos españolistas y anticatalanistas. Eliseu Climent, gerente de la librería, achacó el hecho al clima propiciado por el PP valenciano.
El 14 de septiembre de 2006 diez personas acceden a la librería, agrediendo a los trabajadores, increpando a los clientes y causando daños materiales.
Por último, tras su traslado al Octubre Centro de Cultura Contemporánea, el 27 de enero de 2008 la librería recibió pintadas contrarias al movimiento catalanista por parte de un grupo ultraderechista autodenominado Maulets 1707, nombre tapadera de la organización blaverista GAV. En 2011 se contabilizaban un total de 18 atentados en la historia de la librería, perpetrados por neonazis primero y organizaciones blaveras posteriormente.